# The Donna Reed Show
The Donna Reed Show ou La Famille Stone au Québec, est une comédie de situation américaine en 275 épisodes de 23 minutes en noir et blanc, diffusée entre le 24 septembre 1958 et le 19 mars 1966 sur le réseau ABC.
Au Québec, la série a été diffusée à partir du 4 octobre 1962 à la Télévision de Radio-Canada, puis à partir du 17 octobre 1963 à Télé-Métropole.

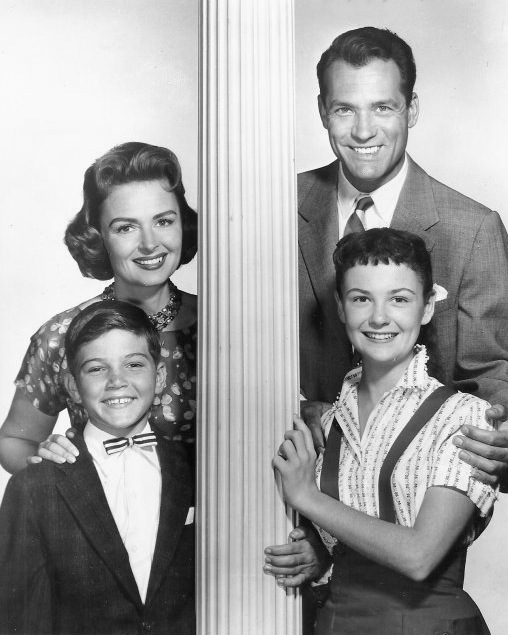
Les acteurs principaux du Donna Reed Show (1958).

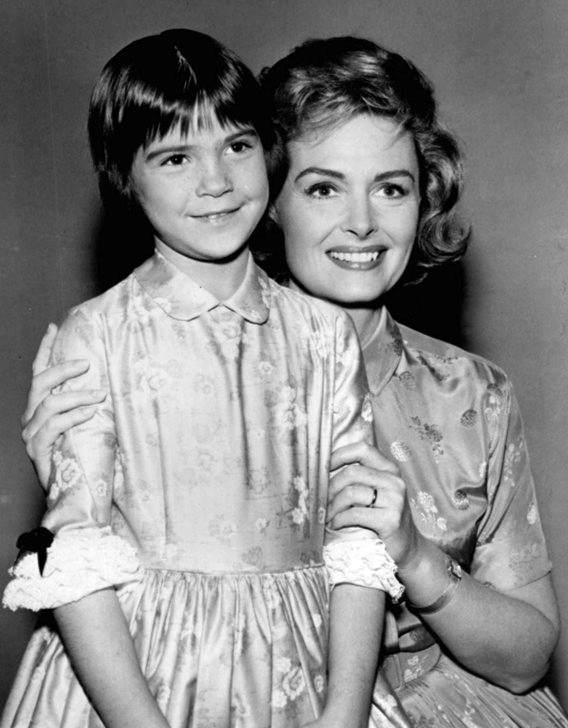
Donna Reed et Patty Petersen (en 1963).

## Distribution

### Acteurs principaux
- Donna Reed (VF : Jacqueline Ferrière) : Donna Stone
- Carl Betz : Alex Stone
- Shelley Fabares : Mary Stone
- Paul Petersen : Jeff Stone
- Patty Petersen (en) : Trisha
- Janet Landgard (en) : Karen Holmby

### Acteurs secondaires
- Bob Crane : Dr Dave Kelsey
- Ann McCrea (en) : Midge Kelsey
- Jack Kelk (en) : Uncle Bo (Dr Boland)
- Darryl Richard (en) : Morton « Smitty » Smith
- Stephen Pearson : Zachary Blake
- Tommy Ivo (en) : Herbie Bailey
- Jimmy Hawkins (en) : Scotty
- Jan Stine : Roger
- Candy Moore (en) : Angie
- Melinda Plowman : Babs
- Howard McNear (en) : Mr. Wilgus
- Kathleen Freeman : Mrs. Wilgus
- Mary Shipp : Lydia Langley

### Invités
- Don Drysdale
- Willie Mays
- Leo Durocher
- Harry James
- Tony Martin
- Lesley Gore
- George Sidney
- Buster Keaton
- Charles Herbert
- Jay North
- Joseph Kearns
- Richard Deacon
- Gale Gordon
- Harvey Korman
- Miyoshi Umeki
- Doodles Weaver
- Dick Wilson
- Cheryl Holdridge
- Doreen Tracey
- Mary Wickes

### Autres personnalités
- Lee Aaker
- Jack Albertson
- John Astin
- Raymond Bailey
- Bobby Buntrock
- Bobby Burgess
- Harry Cheshire
- Dabney Coleman
- Richard Conte
- Ellen Corby
- Johnny Crawford
- Kim Darby
- Stuart Erwin
- Tiger Fafara
- Jamie Farr
- Florida Friebus
- Harold Gould
- George Hamilton
- Arte Johnson
- DeForest Kelley
- Ted Knight
- Sheila James Kuehl
- Charles Lane
- Cloris Leachman
- Gigi Perreau
- Marion Ross
- William Schallert
- Hal Smith
- James Stacy
- Tisha Sterling
- Olive Sturgess
- Marlo Thomas
- Mary Treen
- Jesse White
- William Windom
- Estelle Winwood
- Will Wright

## Production
Avec Donna Reed en tant que Donna Stone, une ménagère de la classe moyenne. Carl Betz interprète son mari, le pédiatre Alex Stone, et Shelley Fabares et Paul Petersen sont leurs enfants adolescents, Marie et Jeff.
Lorsque Shelley Fabares quitte la série en 1963, la petite sœur de Paul Petersen, Patty (en), rejoint la distribution en tant que Trisha, fille adoptive de la famille. Elle apparaît la première fois le 31 janvier 1963 dans l'épisode A Way of Her Own de la cinquième saison. Janet Landgard (en) joue régulièrement dans la série entre 1963 et 1965 dans le rôle de Karen Holmby.